# Lamburträsket
Lamburträsket är en sjö i Arvidsjaurs kommun i Lappland och ingår i Byskeälvens huvudavrinningsområde. Sjön har en area på 0,147 kvadratkilometer och ligger 359 meter över havet. Lamburträsket ligger i naturreservatet Lamburträsk och i Lamburträsk Natura 2000-område.

## Delavrinningsområde
Lamburträsket ingår i det delavrinningsområde (727832-168164) som SMHI kallar för Utloppet av Lamburträsket. Medelhöjden är 373 meter över havet och ytan är 7,12 kvadratkilometer. Det finns inga avrinningsområden uppströms utan avrinningsområdet är högsta punkten. Vattendraget som avvattnar avrinningsområdet har biflödesordning 4, vilket innebär att vattnet flödar genom totalt 4 vattendrag innan det når havet efter 146 kilometer. Avrinningsområdet består mestadels av skog (54 procent) och sankmarker (38 procent). Avrinningsområdet har 0,34 kvadratkilometer vattenytor vilket ger det en sjöprocent på 4,8 procent.